# Педро Фонсека
Педро Луис да Фонсека е анголски икономист и политик. Той е настоящият министър на икономиката и планирането на Ангола.

## Биография
Роден е в град Луанда на 17 ноември 1957 г. Дипломира се в специалност „Икономика“ в Университета за национално и световно стопанство.